# Обсада на Виена
Обсадата на Виена през септември-октомври 1529 г. е първият опит на Османската империя, водена от султан Сюлейман I, да завладее столицата на Австрия Виена. Обсадата е крайната точка на османското нахлуване в Европа и отблъскването на турците слага край на разширението на империята им в Европа, макар през 1683 г. те да правят втори опит за превземането на Виена.

## Предистория
През август 1526 г. султан Сюлейман I побеждава войските на унгарския крал Лайош II в битката при Мохач. В резултат на това османците завладяват Южна Унгария, а австрийският ерцхерцог Фердинанд I Хабсбургски, брат на императора на Свещената Римска империя Карл V, предявява претенции към унгарския престол от името на съпругата си Ана, сестра на бездетния Лайош II. Фердинанд обаче е признат за крал само в Западна Унгария. В Трансилвания благородникът Йоан Заполя иска короната за себе си и е признат за крал от Сюлейман I, в замяна на което Заполя му става васал. След законодателното събрание (Диета) в Пресбург (дн. Братислава) на 26 октомври 1526 г. Фердинанд е признат за крал, тръгва на поход, за да си възвърне контрола над Унгария и в 1527 г. освобождава Буда, но османците контраатакуват и до 1529 му отнемат спечеленото през 1527 и 1528 г.

## Поход към Виена
На 10 май 1529 г. Сюлейман I тръгва на поход от Константинопол с цел да завладее напълно Унгария и да неутрализира заплахата в лицето на Фердинанд и Свещената Римска империя. Сюлейман I разполага с около 120 000 войници, 500 оръдия и 20 000 товарни камили. Освен спахии (лека кавалерия) и еничари, армията му включва молдовци и сърби. Като върховен главнокомандващ през април назначава Великия си везир, бивш гръцки роб на име Ибрахим паша, за сераскер.
Още от самото начало на похода Сюлейман среща много пречки. Пролетните дъждове, характерни за Югоизточна Европа, са особено обилни през тази година, предизвиквайки наводнения в България и правейки части от пътя непроходим. Много големокалибрени оръдия затъват в калта и трябва да бъдат изоставени, а голям брой камили умират. Сюлейман пристига в Осиек на 6 август, а на 18 август го посрещат значителните кавалерийски сили на Йоан Заполя, който му отдава почит, присъединява се към него и му помага да си върне загубени територии след битката при Мохач, включително Буда, която пада на 8 септември. Единствено при Пресбург е посрещнат със значителна съпротива, като турският флот е подложен на артилерийски обстрел.
С напредването на османците виенчани се подготвят за отбрана, като решимостта им е затвърдена от новините за клането на гарнизона на Буда в началото на септември. Фердинанд се оттегля в Бохемия след като брат му Карл V може да отдели само малобройни испански пехотинци в отговор на молбата на брат си за помощ, поради войната си срещу Франция под управлението на Франсоа I.
Способният австрийски пълководец Вилхелм фон Рогендорф поема командването на гарнизона, а операционното ръководство е поверено на 70-годишния немски наемник Никлас граф Салм, който се отличава в битката при Павия през 1525 г. Салм пристига във Виена начело на подкрепление, включващо 1000 немски наемни копиеносци (ландскнехти) и 700 испански мускетари, носещи на врата си „Единадесетте апостола“, единадесет куршума и барут за тях, под командването на Луис де Авалос и се заема с укрепването на 300-годишните стени около катедралата Св. Стефан, където установява главната си квартира. За да подсигури дълготрайна отбрана на града той барикадира четирите порти и усилва стените, които на някои места са не по-дебели от 1,8 m и издига земни укрепления и вътрешен земен отбранителен вал, сривайки сгради със земята, където е нужно, включително извън стените, за да не могат турците да се крият в тях. Гарнизонът на Виена наброява около 17 000 войници и 75 оръдия, а за да се освободят войниците от пожарогасене, изграждане на укрепления и други дейности е създадено гражданско опълчение.

## Обсадата
На 27 септември турската войска пристига в покрайнините на Виена. Дългият преход коства на османските войски загуби в хора, животни и оръдия, а една трета от пристигналите са спахии, неподходящи за обсадна война. Султанът изпраща трима богато облечени австрийски пленници да преговарят за предаването на града. Салм изпраща трима богато облечени мюсюлмани, без да даде отговор. Османската артилерия от 300 оръдия тогава започва да обстрелва стените, но им нанася малки поражения, а стрелците му не постигат по-голям успех.
С разполагането на турската армия гарнизонът на Виена започва набези с цел да попречи на прокопаването на траншеи и минирането и на 29 септември почти пленява Ибрахим паша. Австрийците осъзнават, че прокопаването на тунели за взривяване на стените представлява по-голяма опасност от оръдейния обстрел. Те откриват турски тунели посредством ведра с вода, грах и др. на повърхността, при чието движение австрийците прокопават тунели срещу турските, свързват двата тунела и влизат в ръкопашен бой с тях, а понякога се взривяват и бурета с барут, при което загиват войници и от двете страни.
На 6 октомври Никлас Граф Салм изпраща 8000 войници в нападение срещу турските окопи срещу Каринтската порта. Първоначално набегът постига голям успех и разгромява турците, но на връщане войниците се струпват пред портата, поради което турците убиват мнозина. На 10 октомври огромна турска мина взривява укрепленията при църквата Св. Клара, но опитът на еничарите да нахлуят в града е отблъснат в голямо кръвопролитие, а дупката е запълнена с дървени греди, подготвени за такъв критичен момент.
На 11 октомври отново завалява дъжд и с провала на минната стратегия шансовете за османска победа се стопяват. Фуражът за конете на турците също е на изчерпване, а рани, болести и дезертиране водят до оредяване на войската. Дори елитните еничари изразяват недоволството си от състоянието на нещата. С оглед на обстановката Сюлейман е принуден да обмисли отстъпление. Той свиква военен съвет на 12 октомври, на който решава да се направи последно нападение, с обещание за допълнителни награди за войниците. Две мини избухват при Каринтската порта, но пролуките са запълнени с бурета с мокра пръст. Турците отново са отблъснати от аркебузите и дългите копия на защитниците. На 14 октомври виенчани чуват писъци от лагера на турците, звукът на убиването на пленниците от турците преди отстъплението им. Някои от защитниците, които не предвиждали друго освен предаване, изтълкували отстъплението на турците като чудо. В Св. Стефан е отслужена благодарствена меса, а камбаните на цяла Виена бият. Флотът на турците е отново нападнат при Пресбург. Ранен силен снеговалеж (на 17 октомври) и преследване от страна на австрийците превръща турското отстъпление в катастрофа, в която те губят много войници, продоволствие, животни и оръдия.

## Последици
Сюлейман води следващия си поход през 1532 г., но е задържан прекалено дълго при унгарската крепост Кожег, до което време зимата наближава, а Карл V, осъзнал уязвимостта на Виена, събира 80 000 войници, тъй че вместо да изпълнят плана си турците отстъпват, опустошавайки Щирия. Сюлейман заздравява контрола си над Южна Унгария, а опустошението в Хабсбургска Унгария и Австрия, което оставя след себе си, попречва на Фердинанд да предприеме продължително контранастъпление. Султанът закрепва васалното владение на Йоан Заполя като буфер между Свещената Римска империя и себе си. Двата похода доказват, че Виена е разположена на крайната граница на логистичните способности на турците и нейното падане би позволило на Сюлейман да зимува в Централна Европа и да нахлуе в раздираната от религиозни войни Германия на следващата година.

Нашествието и обсадата струват живота на десетки хиляди войници и граждани, а хиляди са продадени в робство. Тя слага край на разширяването на Османската империя към сърцето на Европа и началото на дългия ѝ залез като велика военна сила. Според историка Ролф Адолф Кан: 
| „ | Избавлението на Виена от храбрия гарнизон под пълководството на граф Никлас Салм през 1529 г. е може би по-голямо, макар и по-малко драматично, постижение от освобождението пет поколения по-късно постигнато главно от усилията на много по-голяма комбинирана армия от имперски и полски сили. | “ |

Фердинанд I издига надгробен паметник в чест на защитника на Виена, Никлас Граф Салм, който е ранен при последната османска атака и умира на 4 май 1530 г. Ренесансовият му саркофаг днес е изложен на показ в баптистерия на църквата Фотифкирхе във Виена. Синът на Фердинанд Максимилиан II по-късно построява летния си дворец Нойгебойде (Schloss Neugebäude) на мястото, където Сюлейман бил опънал палатката си.